# Tiro esportivo nos Jogos Pan-Americanos de 2007
O tiro esportivo nos Jogos Pan-Americanos de 2007 foi realizado no Complexo Esportivo Deodoro entre 15 e 21 de julho. Valendo classificação para os Jogos Olímpicos de 2008, os competidores disputaram as vagas em 15 provas de tiro ao prato, carabina e pistola. Foram realizadas 9 provas masculinas e 6 femininas.

## Países participantes
Um total de 26 delegações apresentaram participantes nas competições de boxe, totalizando 120 atletas:
| - AHO Antilhas Neerlandesas (3) - ANT Antígua e Barbuda (2) - ARG Argentina (24) - ARU Aruba (1) - BAR Barbados (8) - BOL Bolívia (5) - BRA Brasil (28) - CAN Canadá (27) - CHI Chile (17) - COL Colômbia (15) - CRC Costa Rica (3) - CUB Cuba (23) - ECU Equador (13) - ESA El Salvador (9) - USA Estados Unidos (29) | - GUA Guatemala (17) - HON Honduras (3) - CAY Ilhas Cayman (3) - ISV Ilhas Virgens Americanas (7) - MEX México (22) - NCA Nicarágua (9) - PAR Paraguai (2) - PER Peru (17) - PUR Porto Rico (15) - DOM República Dominicana (5) - SUR Suriname (4) - TRI Trinidad e Tobago (3) - URU Uruguai (5) - VEN Venezuela (13) |

## Medalhistas
Masculino
| Evento                               | Ouro                               | Prata                              | Bronze                              |
| ------------------------------------ | ---------------------------------- | ---------------------------------- | ----------------------------------- |
| Tiro rápido 25 m detalhes            | Leuris Pupo Requejo CUB Cuba       | Keith Sanderson USA Estados Unidos | Fernando Júnior BRA Brasil          |
| Pistola 50 m detalhes                | Jason Turner USA Estados Unidos    | Daryl Szarenski USA Estados Unidos | Yulio Zorrilla CUB Cuba             |
| Carabina deitado 50 m detalhes       | Thomas Tamas USA Estados Unidos    | Michael McPhail USA Estados Unidos | Gale Stewart CAN Canadá             |
| Carabina três posições 50 m detalhes | Jason Parker USA Estados Unidos    | Eliecer Pérez Exposito CUB Cuba    | Juan Angeloni ARG Argentina         |
| Pistola de ar 10 m detalhes          | Jason Turner USA Estados Unidos    | Júlio Almeida BRA Brasil           | Thomas Rose USA Estados Unidos      |
| Carabina de ar 10 m detalhes         | Jason Parker USA Estados Unidos    | Matt Rawlings USA Estados Unidos   | Roberto Elias MEX México            |
| Fossa olímpica detalhes              | Juan Carlos Dasque ARG Argentina   | Bret Erickson USA Estados Unidos   | Giuseppe di Salvatore CAN Canadá    |
| Fossa dublê detalhes                 | Josh Richmond USA Estados Unidos   | Jeff Holguin USA Estados Unidos    | Lucas Bennazar Ortíz PUR Porto Rico |
| Skeet detalhes                       | Vincent Hancock USA Estados Unidos | Todd Graves USA Estados Unidos     | Ariel Flores Gómes MEX México       |

Feminino
| Evento                               | Ouro                                 | Prata                            | Bronze                           |
| ------------------------------------ | ------------------------------------ | -------------------------------- | -------------------------------- |
| Pistola 25 m detalhes                | Sandra Uptagrafft USA Estados Unidos | Laina Pérez CUB Cuba             | Luisa Maida ESA El Salvador      |
| Carabina três posições 50 m detalhes | Jamie Beyerle USA Estados Unidos     | Eglis Cruz Farfán CUB Cuba       | Amanda Furrer USA Estados Unidos |
| Pistola de ar 10 m detalhes          | Avianna Chao CAN Canadá              | Luisa Maida ESA El Salvador      | Kirenia Bello Trujillo CUB Cuba  |
| Carabina de ar 10 m detalhes         | Eglis Cruz Farfán CUB Cuba           | Amy Sowash USA Estados Unidos    | Alix Moncada Aguirre MEX México  |
| Fossa olímpica detalhes              | Sue Nattrass CAN Canadá              | Deborah Feliciano PUR Porto Rico | Corey Cogdell USA Estados Unidos |
| Skeet detalhes                       | Haley Dunn USA Estados Unidos        | Kim Rhode USA Estados Unidos     | Melisa Gil ARG Argentina         |

## Quadro de medalhas
| Ordem | País               | Medalha de ouro | Medalha de prata | Medalha de bronze |    |
| ----- | ------------------ | --------------- | ---------------- | ----------------- | -- |
| 1     | USA Estados Unidos | 10              | 9                | 3                 | 22 |
| 2     | CUB Cuba           | 2               | 3                | 2                 | 7  |
| 3     | CAN Canadá         | 2               |                  | 2                 | 4  |
| 4     | ARG Argentina      | 1               |                  | 2                 | 3  |
| 5     | BRA Brasil         |                 | 1                | 1                 | 2  |
| 5     | ESA El Salvador    |                 | 1                | 1                 | 2  |
| 5     | PUR Porto Rico     |                 | 1                | 1                 | 2  |
| 8     | MEX México         |                 |                  | 3                 | 3  |
| TOTAL | TOTAL              | 15              | 15               | 15                | 45 |